# Ceruchus atavus
Ceruchus atavus es una especie de coleóptero de la familia Lucanidae.

## Distribución geográfica
Habita en Kashmir.